# Calamopleurus
Calamopleurus è un genere di pesci ossei estinto appartenente agli amiiformi. Visse nel Cretaceo inferiore (Berriasiano - Albiano, circa 140 - 105 milioni di anni fa) e i suoi resti fossili sono stati ritrovati in Sudamerica e in Africa occidentale.

## Descrizione
Questo pesce possedeva un corpo slanciato, che poteva raggiungere il metro di lunghezza. Il cranio era fornito di mascelle forti e dotate di lunghi denti acuminati e ricurvi, che lo denotano come un attivo predatore. La pinna caudale era omocerca, vagamente simile a quella dell'attuale Amia calva (strettamente imparentata), mentre quella dorsale era relativamente bassa e non allungata come in Amia. Tra i caratteri distintivi di Calamopleurus si ricordano le costole dermopterotiche ossificate, una debole associazione tra il dermosfenotico e la volta cranica, una placca golare con un margine posteriore dentellato, e un osso iomandibolare con un processo opercolare molto lungo.

## Classificazione
Calamopleurus, descritto per la prima volta nel 1843 da Louis Agassiz, è uno dei pesci più comuni nel famoso giacimento della Chapada do Araripe, nel territorio di Ceará in Brasile. La specie tipo, Calamopleurus cylindricus, è stata ritrovata nelle formazioni Crato e Santana (Aptiano e Albiano). A questa specie sono attribuibili anche i fossili dell'amiiforme noto come Enneles audax. Un'altra specie, proveniente sempre dal Brasile ma più antica, è C. mawsoni. Dall'Albiano del Marocco proviene invece C. africanus, a testimoniare la diffusione del genere. Quest'ultima specie differiva dalla specie tipo in alcuni dettagli come le proporzioni delle ossa frontali, della supramaxilla e del golare.
Calamopleurus fa parte degli amiiformi, un gruppo di pesci ossei attualmente rappresentati dalla sola Amia calva, ma che durante il Mesozoico e per parte del Cenozoico furono molto più diffusi. Calamopleurus, in particolare, è un membro della sottofamiglia Vidalamiinae, che comprende altre forme predatrici come Vidalamia e Melvius. Il più stretto parente di Calamopleurus sembra essere stato Maliamia gigas dell'Eocene del Mali.

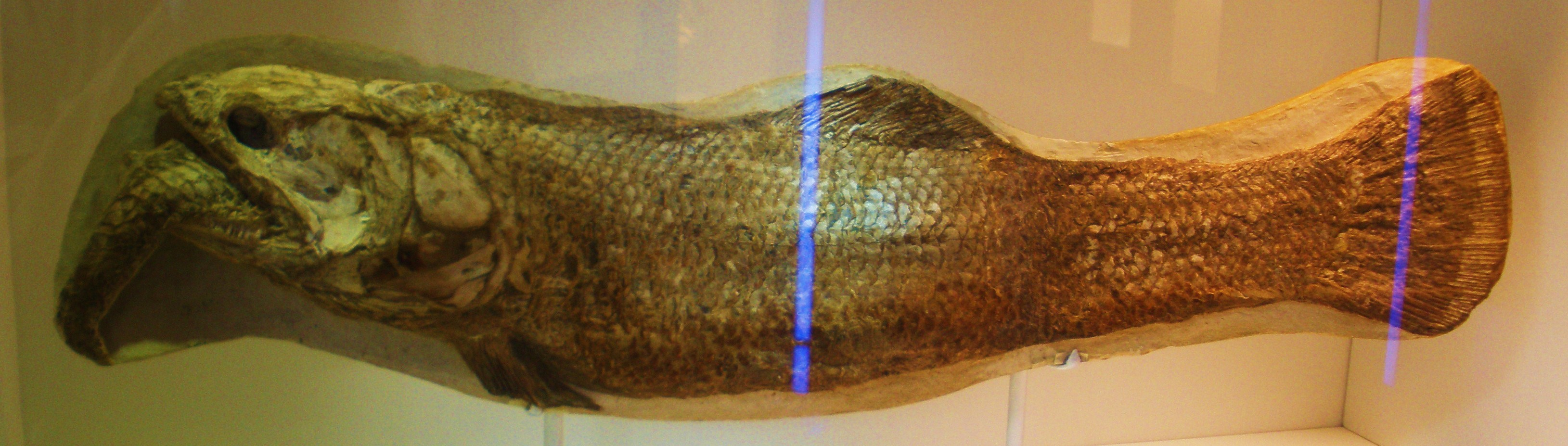
Fossile di Calamopleurus conservatosi nell'atto di ingoiare un pesce del genere Rhacolepis

## Paleobiologia
Calamopleurus doveva essere un vorace predatore, che cacciava attivamente pesci di taglia inferiore. Nella Chapada do Araripe non è insolito rinvenire noduli che contengono i fossili di un esemplare di Calamopleurus nell'atto di ingoiare un pesce di dimensioni minori (solitamente Rhacolepis).

## Galleria d'immagini

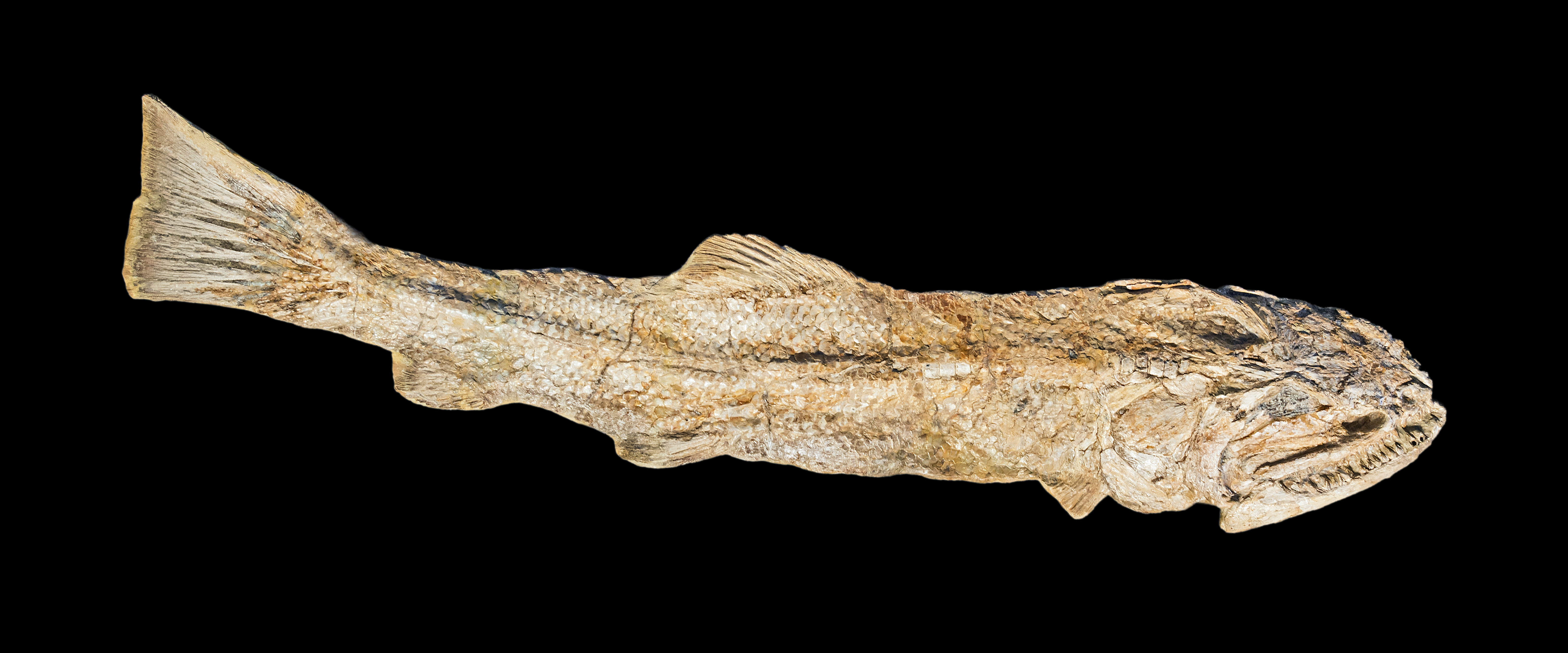
Fossile di Calamopleurus cylindricus
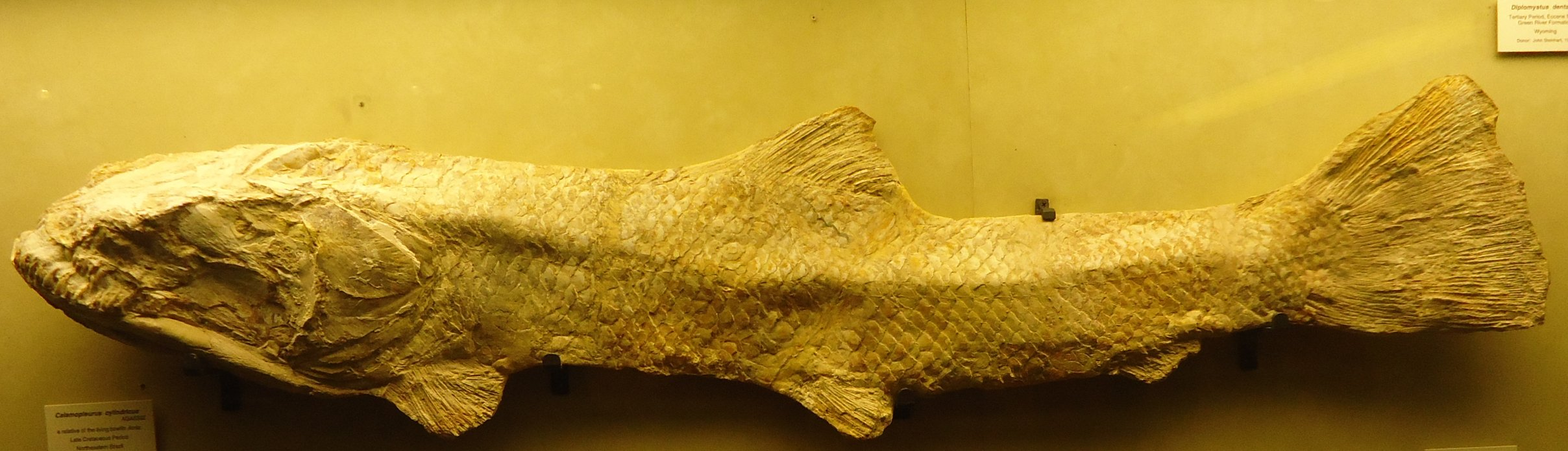
Fossile di Calamopleurus cylindricus
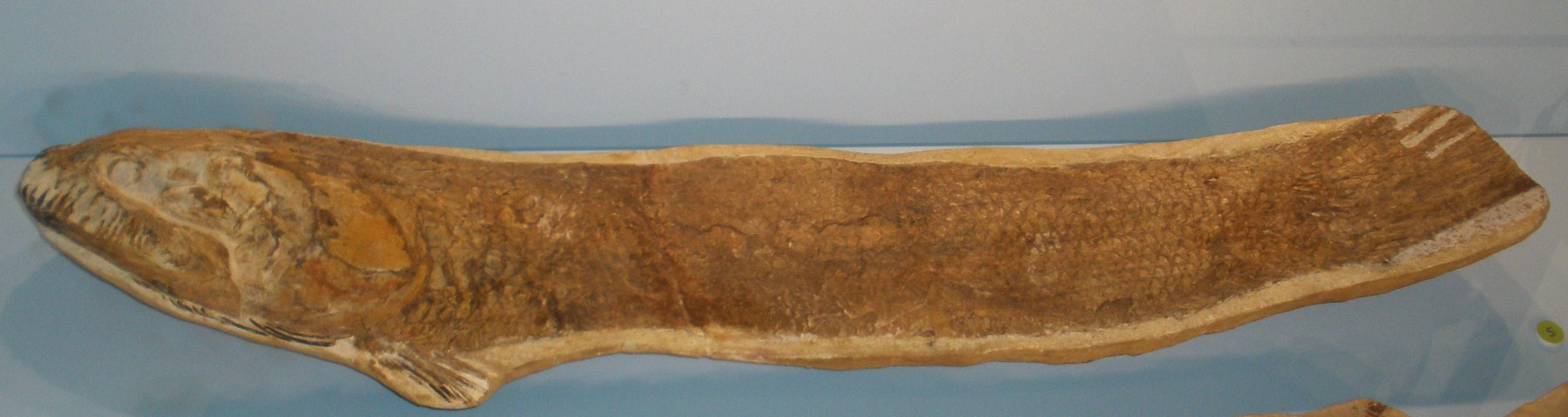
Fossile di Calamopleurus audax  (= C. cylindricus)
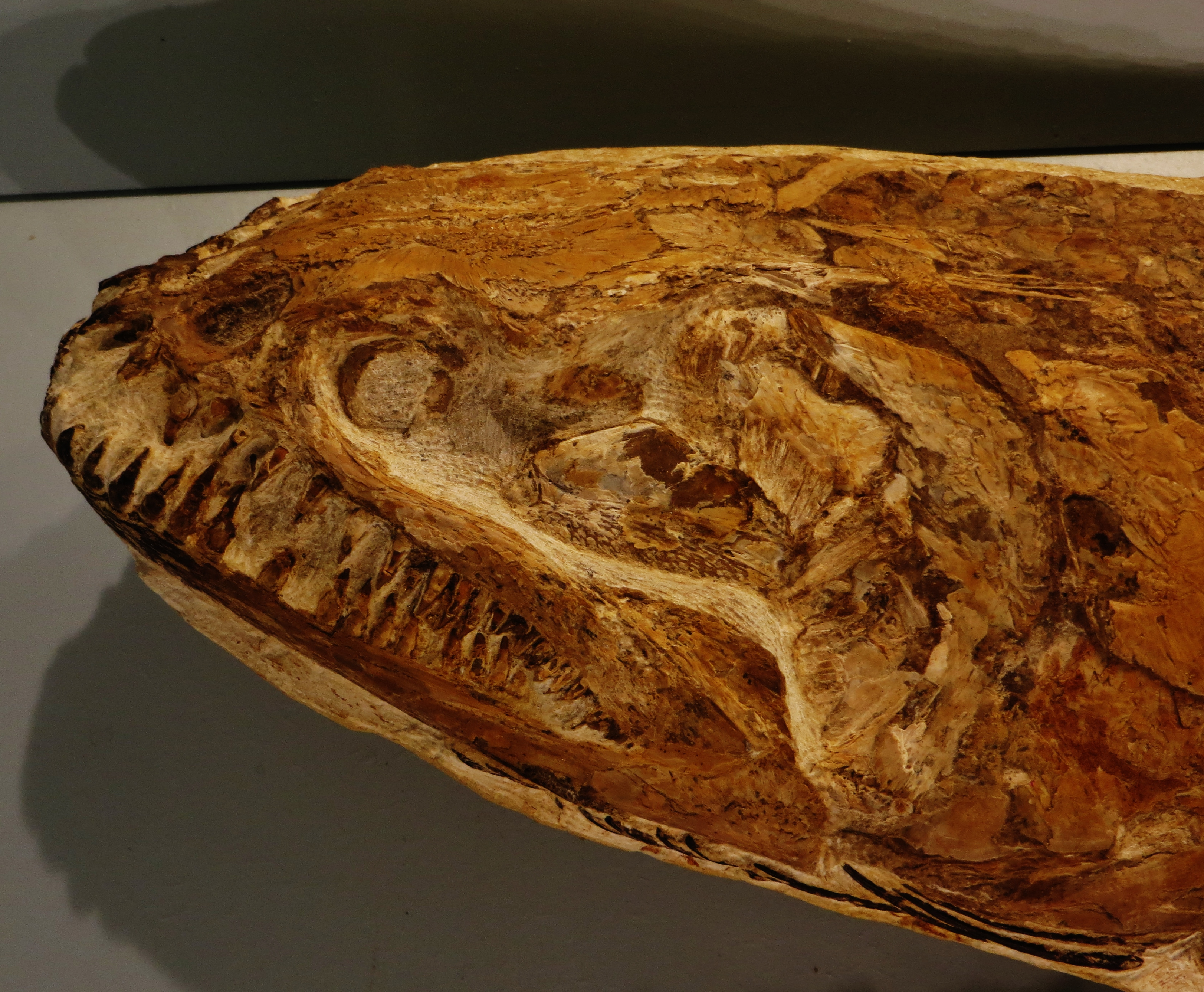
Fossile del cranio di Calamopleurus audax  (= C. cylindricus)
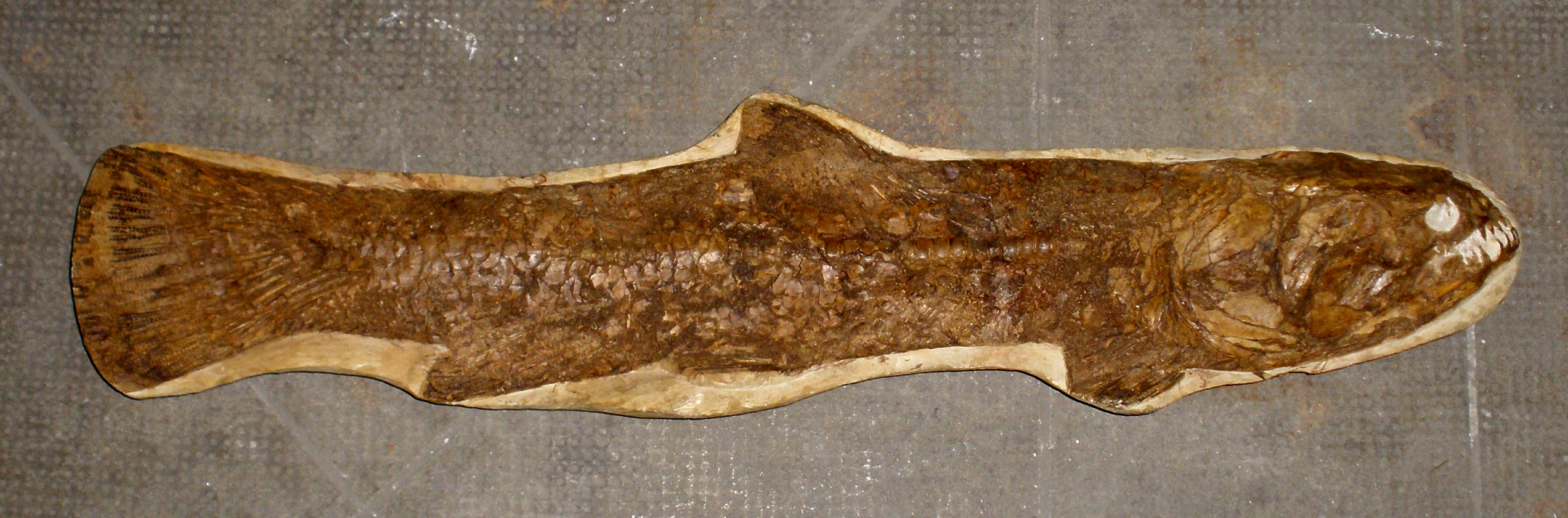
Fossile di Enneles audax  (= Calamopleurus cylindricus)